# La Roque-Esclapon
La Roque-Esclapon är en kommun i departementet Var i regionen Provence-Alpes-Côte d'Azur i sydöstra Frankrike. Kommunen ligger i kantonen Comps-sur-Artuby som tillhör arrondissementet Draguignan. År 2022 hade La Roque-Esclapon 253 invånare.

## Befolkningsutveckling
Antalet invånare i kommunen La Roque-Esclapon
| Referens: INSEE |